# Antonio Sefer
Antonio Sefer, né le 22 avril 2000 à Galați en Roumanie, est un footballeur international roumain qui joue au poste d'ailier droit à l'Hapoël Beer-Sheva.

## Biographie

### En club
Né à Galați en Roumanie, Antonio Sefer est formé par l'Oțelul Galați. Il joue son premier match en professionnel à seulement 15 ans, le 29 août 2015, à l'occasion de la première journée de la saison 2015-2016 de deuxième division roumaine face à l'Academica Clinceni. Il est titularisé et son équipe s'incline sur le score de trois buts à zéro.
Après un passage au FC Groningue, Sefer retourne en Roumanie le 20 février 2019, afin de s'engager en faveur du Rapid Bucarest. Il découvre la première division avec ce club, jouant son premier match le 7 août 2021 face au FC Argeș Pitești. Il entre en jeu et son équipe s'impose par un but à zéro.
Le 15 septembre 2022, Sefer prolonge son contrat avec le Rapid jusqu'en juin 2025.

### En sélection nationale
Antonio Sefer représente l'équipe de Roumanie des moins de 17 ans entre 2016 et 2017, pour un total de quatre matchs joués. 
Antonio Sefer joue son premier match avec l'équipe de Roumanie espoirs le 7 septembre 2021, lors d'un match contre le Géorgie. Il est titularisé, et les deux équipes se neutralisent (1-1).
Lors de l'été 2021, Antonio Sefer est retenu avec l'équipe de Roumanie olympique pour participer aux Jeux olympiques d'été de 2020.
Antonio Sefer honore sa première sélection avec l'équipe nationale de Roumanie le 20 novembre 2022, lors d'un match amical contre la Moldavie. Il entre en jeu à la place d'Olimpiu Moruțan et son équipe l'emporte par cinq buts à zéro.